# Montricher-Albanne
Montricher-Albanne és un municipi francès situat al departament de la Savoia i a la regió d'Alvèrnia-Roine-Alps. L'any 2007 tenia 709 habitants.

## Demografia

### Població
El 2007 la població de fet de Montricher-Albanne era de 709 persones. Hi havia 228 famílies de les quals 76 eren unipersonals (48 homes vivint sols i 28 dones vivint soles), 64 parelles sense fills, 76 parelles amb fills i 12 famílies monoparentals amb fills.
La població ha evolucionat segons el següent gràfic:
Habitants censats

### Habitatges
El 2007 hi havia 526 habitatges, 231 eren l'habitatge principal de la família, 272 eren segones residències i 23 estaven desocupats. 328 eren cases i 196 eren apartaments. Dels 231 habitatges principals, 168 estaven ocupats pels seus propietaris, 49 estaven llogats i ocupats pels llogaters i 14 estaven cedits a títol gratuït; 1 tenia una cambra, 11 en tenien dues, 48 en tenien tres, 60 en tenien quatre i 111 en tenien cinc o més. 179 habitatges disposaven pel capbaix d'una plaça de pàrquing. A 93 habitatges hi havia un automòbil i a 109 n'hi havia dos o més.

### Piràmide de població
La piràmide de població per edats i sexe el 2009 era:
| Homes | Edats   | Dones |
| ----- | ------- | ----- |
| 0     | 95 o +  | 0     |
| 0     | 90 a 94 | 0     |
| 0     | 85 a 89 | 0     |
| 4     | 80 a 84 | 8     |
| 0     | 75 a 79 | 8     |
| 20    | 70 a 74 | 20    |
| 8     | 65 a 69 | 12    |
| 4     | 60 a 64 | 8     |
| 12    | 55 a 59 | 16    |
| 20    | 50 a 54 | 12    |
| 20    | 45 a 49 | 20    |
| 40    | 40 a 44 | 12    |
| 16    | 35 a 39 | 52    |
| 32    | 30 a 34 | 32    |
| 12    | 25 a 29 | 32    |
| 32    | 20 a 24 | 12    |
| 24    | 15 a 19 | 0     |
| 24    | 10 a 14 | 8     |
| 20    | 5 a 9   | 24    |
| 0     | 0 a 4   | 24    |

## Economia
El 2007 la població en edat de treballar era de 536 persones, 449 eren actives i 87 eren inactives. De les 449 persones actives 439 estaven ocupades (265 homes i 174 dones) i 10 estaven aturades (2 homes i 8 dones). De les 87 persones inactives 37 estaven jubilades, 27 estaven estudiant i 23 estaven classificades com a «altres inactius».

### Ingressos
El 2009 a Montricher-Albanne hi havia 224 unitats fiscals que integraven 501 persones, la mediana anual d'ingressos fiscals per persona era de 19.774 €.

### Activitats econòmiques
Dels 65 establiments que hi havia el 2007, 2 eren d'empreses extractives, 3 d'empreses de fabricació d'altres productes industrials, 4 d'empreses de construcció, 1 d'una empresa de comerç i reparació d'automòbils, 1 d'una empresa de transport, 4 d'empreses d'hostatgeria i restauració, 1 d'una empresa financera, 1 d'una empresa immobiliària, 1 d'una empresa de serveis, 46 d'entitats de l'administració pública i 1 d'una empresa classificada com a «altres activitats de serveis».
Dels 7 establiments de servei als particulars que hi havia el 2009, 1 era una oficina bancària, 1 guixaire pintor, 2 fusteries, 2 restaurants i 1 agència immobiliària.
L'únic establiment comercial que hi havia el 2009 era una botiga de material esportiu.

## Equipaments sanitaris i escolars
El 2009 hi havia una escola elemental.

## Poblacions més properes
El següent diagrama mostra les poblacions més properes.